# Instruč
L'Instruč (in russo Инструч?; in tedesco Inster) è un fiume della Russia, che scorre nell'oblast' di Kaliningrad.

## Percorso
Nasce presso Dobrovol'sk, e si unisce al fiume Angrapa presso Černjachovsk, formando il Pregel.

## Toponimi
Il nome tedesco del fiume, con cui fu conosciuto per secoli, era Inster.
Il fiume diede il nome alla città di Insterburg (attuale Černjachovsk).